# Tateomys
Genre
Tateomys est un genre de rongeurs de la sous-famille des Murinés.

## Répartition

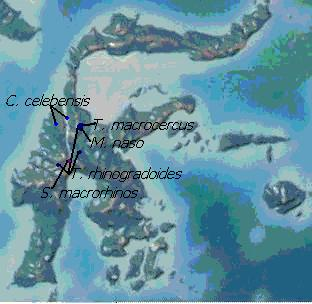
Carte de répartition des rongeurs en Sulawesi en Indonésie.

Ces deux espèces de rongeurs se rencontrent au centre de Sulawesi en Indonésie.

## Liste des espèces
Selon GBIF (14 février 2024) :
- Tateomys macrocercus Musser, 1982
- Tateomys rhinogradoides Musser, 1969

## Classification
Le nom valide complet (avec auteur) de ce taxon est Tateomys Musser, 1969.